# Roger Tory Peterson
Roger Tory Peterson (28 d'agost del 1908 – 28 de juliol del 1996), fou un naturalista, ornitòleg, pintor i educador que fou un dels inspiradors del moviment ecologista del segle xx.
Nasqué a Jamestown (Nova York). El 1934 publicà la seva obra mestra, A Field Guide to the Birds, la primera guia de camp moderna, que ha estat descrita com «una autèntica revolució en el món de l'ornitologia». Aquest llibre tingué cinc edicions. Peterson edità o escrigué molts dels volums de la sèrie Peterson Field Guide sobre diversos temes, des de geologia fins a escarabats i rèptils. És famós per les clares il·lustracions de les seves guies de camp i la seva èmfasi en les marques rellevants per a la correcta identificació sobre el terreny. A més a més, desenvolupà el Sistema d'Identificació Peterson.
Peterson rebé nombrosos premis americans per les seves contribucions en ciència natural, ornitologia i conservació, així com nombroses distincions i medalles honorífiques, incloent-hi la Medalla Presidencial de la Llibertat dels Estats Units.
Peterson escrigué Wild America juntament amb James Fisher.
| «                 | En aquest segle, ningú no ha fet més per promoure l'interès per les criatures vives que Roger Tory Peterson, l'inventor de la guia de camp moderna. | » |
| — Paul R. Ehrlich | |   |

Peterson morí el 1996 a la seva casa d'Old Lyme (Connecticut).